# Ciríac IV de Kakhètia
Ciríac IV de Kakhètia (en georgià: კვირიკე IV, Kvirikè IV) fou un rei de la dinastia bagràtida de Kakhètia de 1084 a 1102.
Fou el fill i successor d'Agsartan I de Kakhètia. Va regnar com a vassall dels seljúcides. La Crònica georgiana el descriu com un príncep « mestre de les seves passions i un autèntic cristià ». De fet, sembla que fou una personalitat de segon pla eclipsat pel rei David IV de Geòrgia que, a la mateixa època, va posar en obra la seva política de restauració nacional a Geòrgia.
David IV li va prendre el 1101 la ciutadella de Zeda-Zaden prop de la confluència del riu Aragvi i el Kura al nord de Tiflis. Ciríac IV va morir l'any següent transmetent el tron al seu fill o nebot Agsartan II de Kakhètia.